# 陈星旦
陈星旦（1927年5月6日—），湖南湘乡人，应用光学专家，中国科学院院士，中国软X射线光学技术研究的开拓者。

## 生平
陈星旦于1946年考入湖南国立师范学院物理系。1950年学校并入湖南大学后，他便进入湖大物理系学习，同年毕业。此后前往东北科学研究所物理研究室任研究实习员。1953年起任职于中国科学院仪器馆（后改为长春光学精密机械研究所），曾历任光谱仪器研究室副主任，光度及大气光学研究室副主任、主任，光谱技术研究室主任等职。1999年当选中国科学院技术科学部学部委员（院士）。